# غراب دریایی
غراب دریایی (نام علمی: Hemitripteridae) نام یک تیره از راسته عقرب‌ماهی‌سانان است.